# Celestine Oliphant
Celestine Oliphant, född Schoch 25 april 1863 i Nederländerna, död 13 april 1941 i Italien, var en nederländsk sångförfattare, tonsättare och kommendör i Frälsningsarmén. Hon var syster till Cornelie Booth och gift 1888 med kommendör William Elwin Oliphant.
Celestine Oliphants far var adjutant i holländska armén och blev senare major i Frälsningsarmén. Under en resa till England kom Oliphant i kontakt med Frälsningsarmén och hon började arbeta i slummen på olika håll.
Tillsammans med sin man var hon ledare för Frälsningsarmén i Belgien och Nederländerna innan de 1896–1901 var ledare för FA i Sverige. Senare blev de ledare för FA i Tyskland, Schweiz och Italien. Efter pensioneringen bosatte de sig i Italien.

## Psalmer
- Använd de tillfällen Herren dig giver (texten)
- Låt min ande spegla klar din bild som korset bar (musiken)
- Säg, finns en ström som helt från synden renar (musiken)